# 1506
1506 (MDVI) var ett normalår som började en torsdag i den julianska kalendern.

## Händelser

### Maj
- Maj – Portugisiske amiralen Tristão d'Acunha upptäcker Tristan da Cunha,som han gör anspråk på för Portugals räkning.[1]

### Okänt datum
- Svante Nilsson (Sture) förklarar dalkarlarna sin trohet och undrar om förtroendet är ömsesidigt. Dalkarlarna uppmanar övriga Sverige att stödja Svante Sture.
- Då kung Hans kräver handelsblockad mot Sverige utfärdar tysk-romerske kejsaren handelsförbud mot landet.
- Sigismund I den store (Zygmunt) blir kung av Polen.
- Kungen av Portugal lägger för egen räkning beslag på kryddmonopolet.

## Födda
- 7 april – Frans Xavier, spansk jesuit och missionär, helgon.
- 13 april – Pierre Favre, fransk jesuit och teolog.
- Elizabeth Barton, engelsk profet och visionär.

## Avlidna
- 21 maj – Christofer Columbus, italiensk sjöfarare, en av Amerikas upptäckare.
- 25 september – Filip I, Filip den sköne, kung av Kastilien.
- Mihri Hatun, osmansk poet.
- Alessandra Scala – italiensk humanist.

### Fotnoter
1. ↑  World Statesmen (läst 4 april 2011)